# Doublet unité
En mathématiques, le doublet unité est la dérivée de la fonction delta de Dirac. Il peut être utilisé pour dériver des signaux en ingénierie électrique: Si u1 est le doublet unitaire, alors
{\displaystyle (x*u_{1})(t)={\frac {dx(t)}{dt}}}
où {\displaystyle *} est l'opérateur de convolution.
La fonction est nulle pour toutes les valeurs sauf à zéro, où son comportement est intéressant. Son intégrale sur tout intervalle entourant zéro est nulle. Cependant, l'intégrale de sa valeur absolue sur toute région entourant zéro tend vers l'infini. La fonction peut être vue comme le cas limite de deux rectangles, l’un dans le deuxième quadrant et l’autre dans le quatrième. La largeur de chaque rectangle est k, tandis que leur hauteur est de 1/k2, où k tend vers zéro.